# Hermandad del Gran Poder y de la Esperanza Macarena (Madrid)
La Real, Ilustre y Fervorosa Hermandad y Cofradía de Nazarenos de Nuestro Padre Jesús del Gran Poder y María Santísima de la Esperanza Macarena, conocida popularmente como la Hermandad del Gran Poder y de la Esperanza Macarena de Madrid, es una hermandad instaurada en la ciudad de Madrid (España). Su sede se encuentra en la Real Colegiata de San Isidro, de la céntrica calle Toledo. En ella se veneran las dos imágenes de mayor devoción de Sevilla: una réplica de Nuestro Padre Jesús del Gran Poder y otra de María Santísima de la Esperanza Macarena. De las hermandades de inspiración sevillana que se encuentran en Madrid (Gitanos, Estudiantes, Macarena...), esta se trata de la hermandad de inspiración sevillana más antigua de Madrid. La hermandad realiza su estación de penitencia por el Madrid de los Austrias el Jueves Santo de la Semana Santa de Madrid.

## Historia

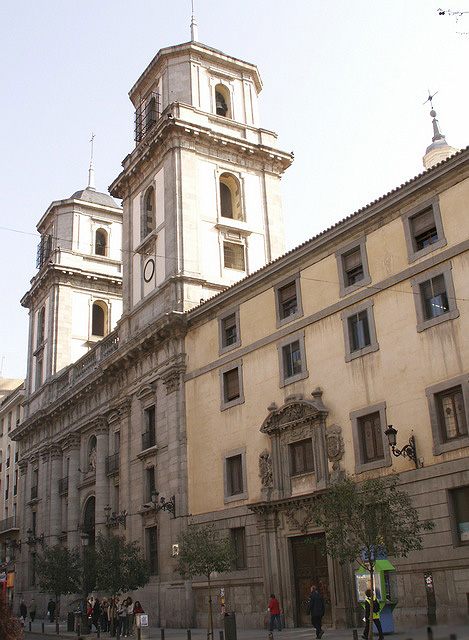
Real Colegiata de San Isidro, sede de la hermandad.

Fue fundada el 16 de julio de 1940 en la iglesia de Santa Cruz por un grupo de sevillanos radicados en Madrid, entre los que se encontraban José Gutiérrez Ballesteros, cuarto conde de Colombí; el músico Joaquín Turina, el escultor José Rodríguez y Fernández-Andes (autor de las imágenes titulares), Alfredo Aleix y el artista Juan Pérez Calvo Ferún, entre otros. Un año después, el 10 de junio de 1941, se aprobaron las primeras Reglas. El mismo día quedó conformada la primera Junta de Gobierno de la historia de la hermandad, donde destacaba José María Gutiérrez Ballesteros, Conde de Colombí como Hermano Mayor.Su primera estación de penitencia se realizó con la imagen del Señor en 1946 el día de Viernes Santo, y dos años más tarde se incorporó la Macarena, participando desde entonces el día de Jueves Santo. Fue la primera en la ciudad en procesionar sus pasos con costaleros, y es la más antigua de la capital que venera imágenes andaluzas.
En 1978 se trasladó la sede canónica de la hermandad de la iglesia de Santa Cruz a la colegiata de San Isidro. En 1987 obtuvo el título de Real, al aceptar el rey Juan Carlos I de España su nombramiento como hermano mayor honorario, y desde el mismo año su madre María de las Mercedes de Borbón-Dos Sicilias, condesa de Barcelona ocupó el cargo de camarera de honor de la imagen hasta su fallecimiento, ocurrido en el año 2000. El 6 de octubre de 2004 el cardenal-arzobispo de Madrid, Antonio María Rouco Varela expidió un decreto por el que reconoció la coronación canónica de la imagen de la Esperanza Macarena.

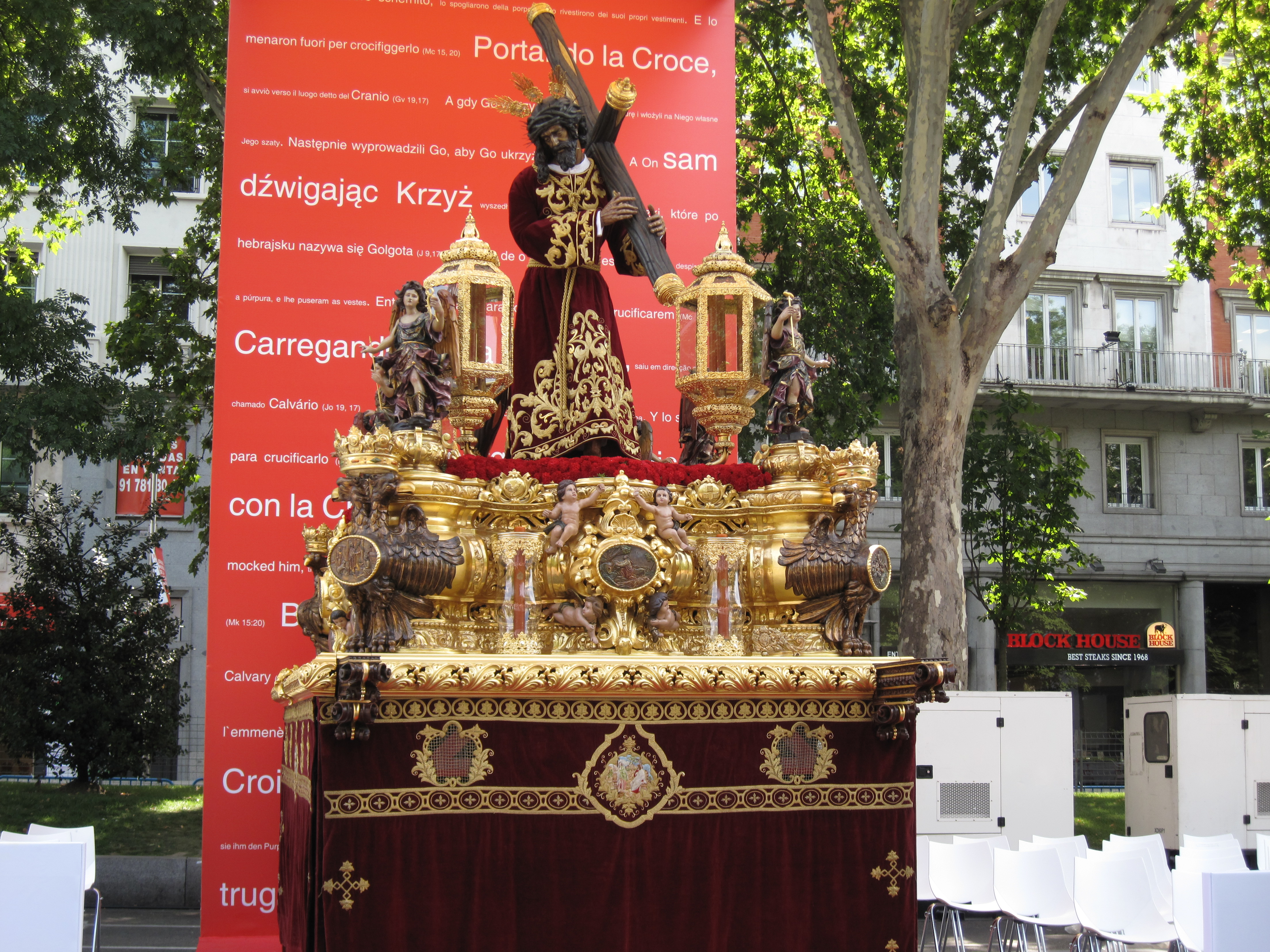
El Cristo del Gran Poder en su paso procesional

La imagen del Cristo del Gran Poder paseó por las calles de Madrid de forma extraordinaria el 19 de agosto de 2011 con motivo de las Jornadas Mundiales de la Juventud que tuvieron lugar en ese año en la ciudad. El Papa Benedicto XVI presidió un vía crucis en el que la que la quinta estación –Jesús con la Cruz al hombro- fue representado por esta imagen de inspiración sevillana. Esa misma noche volvió a la Colegiata de San Isidro paseándose por el centro de la capital con otros quince pasos de toda España, siendo el Gran Poder y el Medinaceli los dos únicos de representación madrileña.
En el año 2015 se cumplieron 75 años de la fundación de la hermandad, por lo que se llevaron a cabo diversos actos. El más importante de todos ocurrió en la noche del 20 al 21 de junio de ese mismo año, la virgen de la Esperanza Macarena procesionó de forma extraordinaria por las calles del centro de Madrid. Imitando un recorrido histórico de la hermandad, transcurriendo por lugares como la Plaza Mayor o el Madrid de los Austrias. Para esta efeméride la Hermandad contó, además, con el préstamo de un manto procesional para la Esperanza, propiedad de su homóloga, la Macarena de Sevilla. Fue el manto camaronero, de gran popularidad en la ciudad hispalense. Un manto especial, puesto que es el más antiguo que posee la hermandad original sevillana, bordado en terciopelo verde y malla de oro por Juan Martínez Ojeda en el año 1900. El resto de actos convocados para la celebración del aniversario de la hermandad se llevaron a cabo en el interior de la colegiata: una Solemne Eucaristía, llevada a cabo por el arzobispo castrense, Juan del Río Martín, y una exaltación del aniversario.
El 14 de marzo de 2020 empezó en España un Estado de Alarma que involucró a todo el país en un confinamiento domiciliario y suspensión de toda actividad no esencial. Se tomó esa decisión debido a la expansión de la nueva enfermedad del COVID-19 y su necesidad de frenarlo. Esto ocurría apenas dos semanas antes de la Semana Santa, motivo por el cual ese mismo día la archidiócesis de Madrid decidió suspender las salidas procesionales. Esta decisión se acabó tomando en toda España, lo que supuso la primera Semana Santa sin procesiones desde la guerra civil española. 
En 2021 la situación seguía sin una gran solución, pese a que ya había comenzado la vacunación contra el coronavirus. Con vistas a una Semana Santa sin población inmunizada, se volvieron a cancelar las procesiones en febrero. Sin embargo, se anunció de forma compensatoria el lucimiento de las imágenes de formas especiales, en altares o en sus propios pasos en el interior de las Iglesias. Esto supone el tercer año consecutivo de la hermandad Macarena sin poder salir a la calle, debido a que en 2019 no lo hizo por precipitaciones.
Tras el vigente Decreto promulgado en la Ciudad del Vaticano por el Dicasterio para los Laicos, la Familia y la Vida "Las Asociaciones de Fieles", que disciplina el ejercicio del gobierno en las asociaciones internacionales de fieles, privadas y públicas, y en otros entes con personalidad jurídica sujetos a la supervisión directa del mismo Dicasterio, a fecha de 11 de junio del 2021, el Arzobispado de Madrid, bajo la rúbrica del Cardenal Arzobispo de Madrid D. Carlos Osoro, proclamó a fecha de 28 de noviembre de 2021 un mismo Decreto dirigido a todas aquellas asociaciones de fieles públicas y privadas en la archidiócesis de Madrid.
Tras siete legislaturas y veinticinco años como Hermano Mayor, D. Luis Rafael García Martínez fue forzado a acatar dicho Decreto y convocar así a todos los hermanos de la Hermandad del Gran Poder y la Esperanza Macarena de Madrid a unas históricas elecciones celebradas el 29 de octubre de 2022 en la madrileña sede de esta Corporación, la Real Colegiata de San Isidro.
Pese a que las Reglas de la Hermandad son claras y no admiten en ningún caso el voto por delegación y señalan claramente en la Regla 93-C,apartado 2 punto 3 que: «Los hermanos que por enfermedad o ausencia se vieren imposibilitados de asistir al Cabildo General de Elecciones, podrán ejercer, su derecho al voto mediante su emisión por correo, solicitándolo a la Secretaría de la Hermandad», la Junta de Gobierno, reunida en Cabildo de Oficiales a fecha de 6 de octubre de 2022 y tras la reunión mantenida entre los dos cabezas de candidaturas, Dª María Luisa Lajara  y D. Fernando Chicharro junto con el propio Sr. Hermano Mayor, D. Luis Rafael García Martínez, acordaron, como complemento a la anteriormente citada Regla, que: «Se podrán solicitar o retirar de la secretaría de la hermandad, las papeletas y sobres correspondientes para efectuar la votación. La solicitud podrá hacerse a secretaría por correo electrónico, carta, personalmente, o mediante escrito firmado por el solicitante autorizando a otra persona para que solicite en su nombre la documentación. El envió al hermano solicitante de la documentación referida al voto por correo, efectuada directamente o por autorización, deberá hacerlo secretaría dentro de las 24h siguientes a la recepción de la solicitud».
El día 12 de octubre de 2022, seis días después al acuerdo llegado en la anteriormente mencionada reunión del día 6 de octubre, es publicada en los medios de comunicación de la propia Hermandad una “Nota Informativa” recordando a los hermanos el procedimiento electoral, pero en este caso, añadiendo una sutil modificación: “Autorizando a otra persona para que solicite en su nombre la documentación, que deberá serle facilitada por la secretaría con acuse de recibo”.
Ante esta sucinta pero sutil variación en el texto por parte de la Junta de Gobierno que preside García Martínez, tendría cabida sin duda alguna el hecho de que cualquier persona o tercero ajeno a la Hermandad pudiese presuntamente manipular el voto por correo. Ante esta irregular situación así como otros hechos acaecidos durante este difícil proceso electoral, el Canciller-Secretario del Arzobispado de Madrid, emitió a fecha de 17 de octubre de 2022 una Resolución en la que expresamente y entre otros puntos ordenó: “Aplicar lo que establece las Reglas de la Hermandad y lo acordado por los cabezas de candidaturas a la Junta de Gobierno en la reunión que el 6 de octubre mantuvieron con el Hermano Mayor una vez terminado el Cabildo de Oficiales”.
Tres días después, el 19 de octubre de 2022, habiéndose recibido ya por parte de la Secretaría de la Hermandad una numerosa cantidad de votos por correo “inválidos” conforme a la resolución emitida por parte del Canciller-Secretario, la candidatura de Dª. María Luisa Lajara procedió a la impugnación del procedimiento del “voto por autorización” ante el Arzobispado de Madrid.
El sábado 29 de octubre de 2022, diez días después y con una histórica participación de los hermanos en las urnas de esta Corporación del Jueves Santo madrileño, tuvieron lugar en los salones parroquiales de la Real Colegiata de San Isidro las elecciones a Hermano Mayor impuestas y ordenadas recordemos, por Decreto del Cardenal Arzobispo de Madrid.
Dictando las Reglas de esta Hermandad: «La Mesa Electoral estará presidida por el Consejero Espiritual y en su defecto por el miembro de la Junta de Gobierno de mayor edad que no sea candidato, y constituida por otros dos miembros que, designados por la Junta de Gobierno, no sean candidatos», cabe señalar, la renuncia expresa presentada por parte del propio Consejero Espiritual a presidir dicha Mesa, así como de D. Julián Cruz y D. Luis Rafael García Martínez, Consiliario Primero y Hermano Mayor de la Hermandad respectivamente, ambos, «miembros de la Junta de Gobierno con mayor edad y no candidatos» tal y como dictan las Reglas. Esta disposición de no presidir la Mesa Electoral según ordenan las Reglas de la Hermandad, decisión tomada de manera unilateral, impune y contraviniendo libremente las Reglas por parte del propio Hermano Mayor, supuso que la mencionada Mesa fuese finalmente presidida por D. Alfredo Martínez (Mayordomo y miembro de la actual Junta de Gobierno) y constituida por otros dos miembros designados por la Junta de Gobierno del Sr. García Martínez; D. Juanjo Arias, y D. Francisco Torres, ambos, antiguos miembros de junta en diversas legislaturas del Sr. García Martínez.
Sin presencia de autoridad eclesiástica alguna y llegado el momento previo al conteo del voto por correo, la Mesa Electoral tomó la unánime decisión de introducir la totalidad de los votos recibidos por correo dentro de la urna, vulnerando así la Resolución dictada por parte del Canciller-Secretario del Arzobispado de Madrid. Motivado por este acto, el interventor presente por parte de la candidatura de Dª. María Luisa Lajara, procedió a la inmediata impugnación de dichas elecciones de forma previa al recuento de los votos al vulnerar como ya hemos mencionado la Mesa Electoral, las indicaciones y exigencias dictadas por el Arzobispado de Madrid.
Ante el resultado de estas elecciones en las que fueron emitidos un total de 456 votos de los cuales, 3 fueron nulos, 9 en blanco, 214 a favor de Dª María Luisa Lajara y 230 a favor del candidato continuista de D. Luis Rafael García Martínez, D. Fernando Chicharro, la candidatura de Dª. María Luisa Lajara procedió a la impugnación total de las elecciones con carácter oficial ante el Arzobispado de Madrid a fecha de 31 de octubre de 2022.
A día de hoy y tras estos históricos comicios que ya forman parte de la historia, no solo de esta Hermandad matritense, sino de una Semana Santa de Madrid carente de Normas Diocesanas para Hermandades y Cofradías, continua al frente de esta Corporación la Junta de Gobierno encabezada por D. Luis Rafael García Martínez hasta la resolución final por parte del Arzobispado de Madrid.

## Imágenes titulares
Nuestro Padre Jesús del Gran Poder

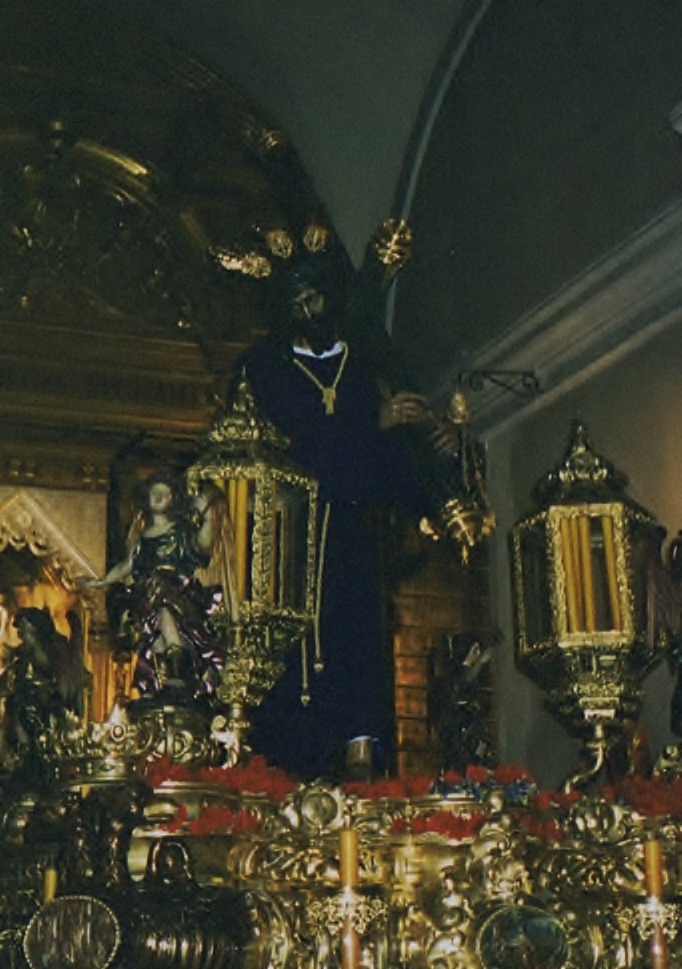
Paso de Ntro. Padre Jesús del Gran Poder dentro de su iglesia.

La imagen de Nuestro Padre Jesús del Gran Poder es obra clave del escultor e imaginero sevillano y hermano fundador de la Hermandad D. José Rodríguez Fernández-Andes, discípulo de Antonio Castillo Lastrucci y D. Antonio Illanes.  
La madrileña imagen del Señor del Gran Poder fue bendecida el 20 de marzo de 1942 en la iglesia de la Santa Cruz por Leopoldo Eijo y Garay, obispo de Madrid-Alcalá, siendo restaurada en el año 1997 por D. Raimundo Cruz Solís y su mujer D.ª Isabel Poza Villacañas.
María Santísima de la Esperanza Macarena
La primera imagen de María Santísima de la Esperanza Macarena que poseyó la hermandad fue también obra de Fernández-Andes, bendecida y coronada en la iglesia de la Santa Cruz el 15 de marzo de 1941 por el mismo obispo que la del Señor. Para ello se vistió la imagen con el manto conocido como «El Camaronero», que la hermandad de la Macarena de Sevilla prestó para la ocasión. Fue restaurada en el año 2000 por el mismo taller que ejecutó la restauración del Señor en 1997. El manto procesional de la imagen, fue realizado en Cádiz en oro sobre terciopelo verde. La actual imagen mariana de la hermandad es obra de Antonio Eslava Rubio.

## La cofradía

### Escudo

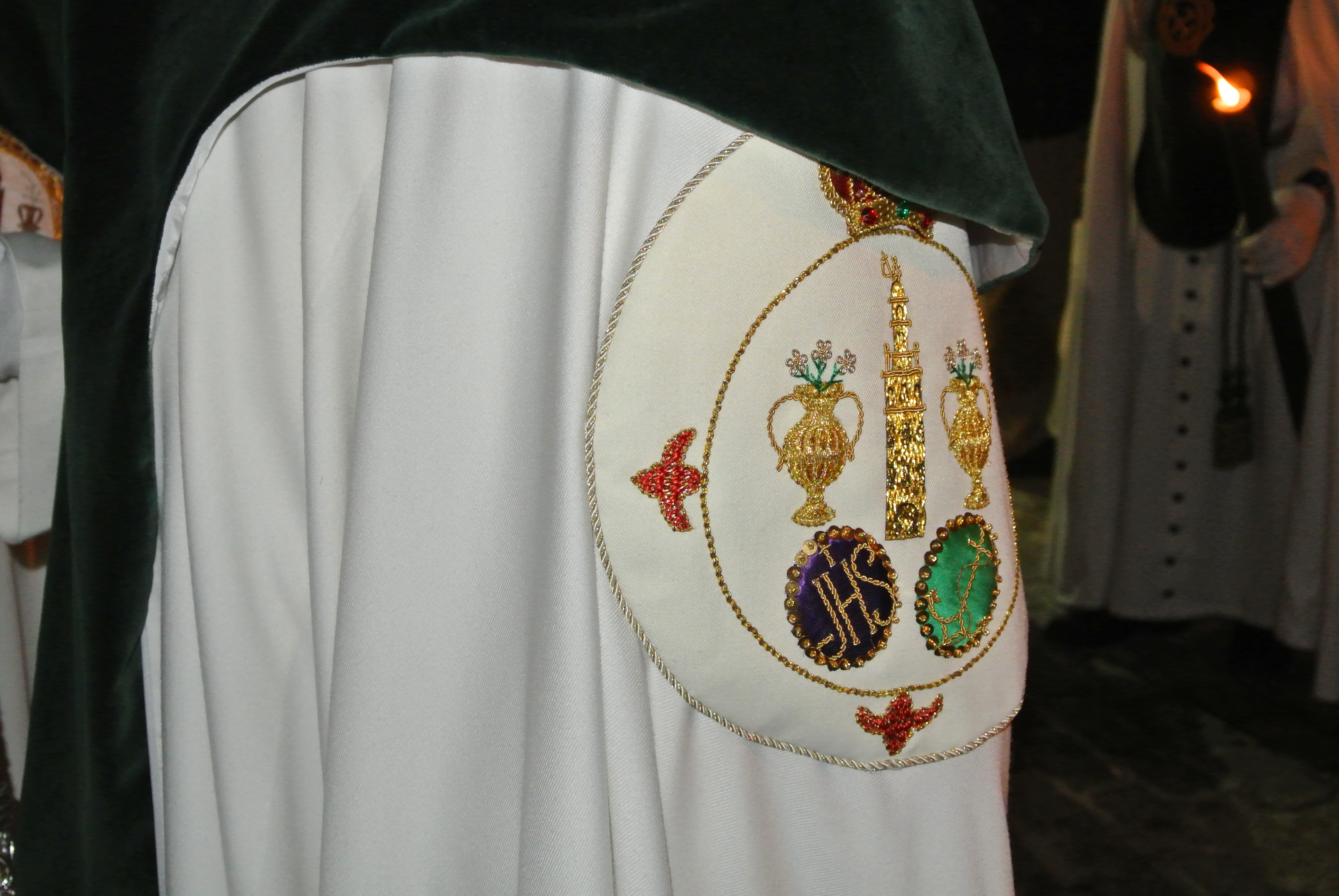
Escudo de la Hermandad de la Macarena de Madrid en la capa de un nazareno.

El escudo o emblema de la Hermandad lo constituye un escudo orlado con greca en el que se encierran la Giralda, flanqueada por dos jarras de azucenas sobre el anagrama J.H.S y el ancla marinera, símbolo de la Esperanza; todo bajo corona real.

### Pasos
- Nuestro Padre Jesús del Gran Poder

Su paso procesional está inspirado en el que posee la hermandad hispalense, y fue realizado en madera tallada y dorada por Juan Pérez Calvo Ferún, otro de los hermanos fundadores, y fue dorado en 1964 por Antonio Díaz Fernández. En él destacan los cuatro faroles de plata dorada que iluminan la imagen, seis ángeles que portan los atributos de la Pasión atribuidos a La Roldana y las maniguetas, pertenecientes al siglo XIX, que fueron donadas por la hermandad sevillana. El paso es llevado por 35 costaleros que se reparten los aproximados 1300 kilogramos de peso del trono.
Durante la procesión, Jesús del Gran Poder carga al hombro una cruz de madera de balsa que tuvo que ser restaurada tras su rotura en el año 2018. En la salida procesional de ese año, el día 20 de marzo, cuando El Gran Poder se disponía a girar desde la calle Toledo a la calle Colegiata, el paso se tuvo que detener al chocarse la cruz que el Cristo porta sobre sus hombros contra un semáforo de la misma calle. El resultado del incidente fue una cruz desquebrajada, pero sin llegar a partirse por la mitad. El paso prosiguió su marcha hasta que uno de los costaleros que lo portaban subió al paso y, de forma provisional, solucionó el problema atando con tres bridas la parte de la cruz partida. El Hermano Mayor de la Cofradía, Luis García, afirmó que aquello fue una anécdota sin mayor importancia. Sin embargo, ese mismo año el capataz del paso de Nuestro Padre Jesús del Gran Poder acabó dimitiendo.

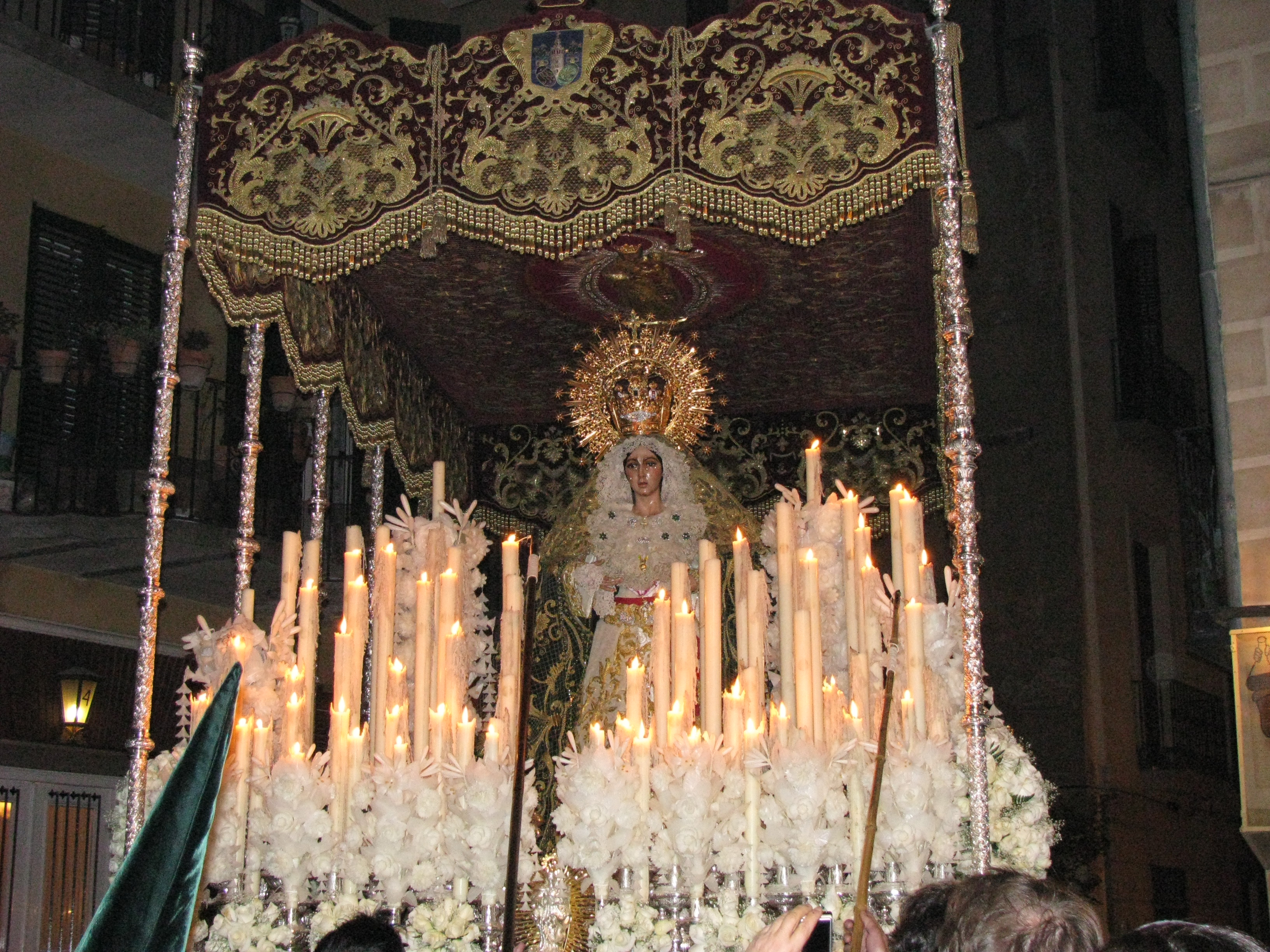
La Macarena de Madrid en su paso de palio

- María Santísima de la Esperanza Macarena

El paso de palio de la Esperanza está realizado con una total inspiración del estilo de los pasos de palio sevillanos. Todo el techo y las bambalinas del palio son de terciopelo rojo, obra de Esperanza Elena Caro sobre un diseño del hermano Juan Pérez Calvo Ferún, y en la gloria se reproduce una imagen en plata de la Virgen de la Almudena, obra de Fernando Marmolejo. La peana, las diez jarras y los varales, todo ello de plata, es obra del sevillano Jesús Domínguez, así como la Inmaculada Concepción que preside el paso. Los respiraderos son de Seco Velasco y los candelabros de cola de Manuel de los Ríos. El paso de La Esperanza Macarena está portado por 36 costaleros.
Las bambalinas del palio fueron restauradas en el año 2016 en Sevilla por el taller de bordados de Francisco Carrera. El mismo que desde el año 2019 se ha encargado de la confección de un nuevo techo de palio para La Esperanza, en el que destaca la Patrona de Madrid, la Virgen de la Almudena, en la gloria del mismo. Este nuevo techo fue bendecido el 24 de marzo de 2021.

### Túnicas
Los nazarenos de la primera mitad de la cofradía, que acompañan al Gran Poder, visten con túnicas de cola y antifaz negros, y un cinturón de esparto ancho. Siguiendo así la doctrina de la hermandad sevillana, al igual que ocurre en el caso de la Virgen de la Esperanza. En este caso, los tramos de nazarenos que acompañan a la dolorosa sevillana visten con túnica y capa blanca, y antifaz de terciopelo verde.

### Marchas dedicadas
- Macarena de Madrid, de Patricio Gómez Valles, 1998.
- María Santísima de la Esperanza Macarena, de Enrique Damián Blasco, 2008.

### Sede
Cuando la hermandad se fundó en la década de los 40 residió en la Iglesia de la Santa Cruz, ubicada en la calle Atocha de Madrid. Esta Iglesia fue construida desde 1889 hasta 1902. Es de estilo neogótico y cuenta en la actualidad con imágenes de diferente devoción como las hermandades del Santo Entierro y de la Virgen de los Siete Dolores, que procesionan por las calles de Madrid el Viernes Santo. También cuenta con gran devoción la escultura de San Judas Tadeo, considerada la segunda imagen con más devoción en la capital después del Jesús de Medinaceli.
La hermandad abandonó esta iglesia en 1978, momento en el que se muda a la que fue Catedral de Madrid hasta el año 1992, la actual Colegiata de San Isidro. En las capillas laterales derechas se encuentran ubicadas las dos imágenes titulares de la hermandad. Desde esta Iglesia salen los pasos a las calles de Madrid cada Jueves Santo. En esta comparte sede la hermandad con la Real Congregación de San Isidro.